# باغبانی چریکی

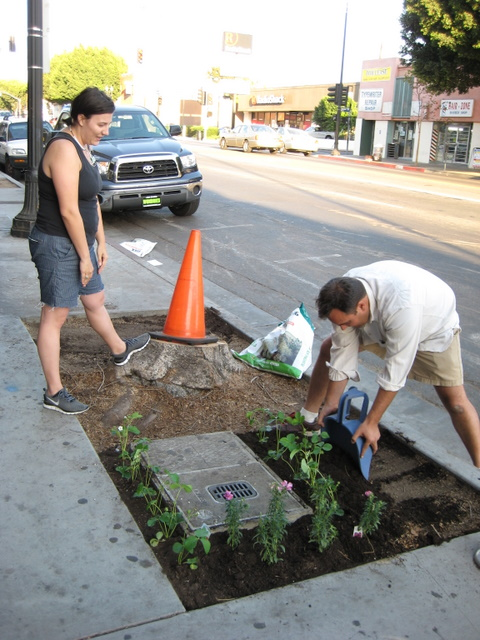
باغبانی چریکی در خیابانی در لس‌آنجلس

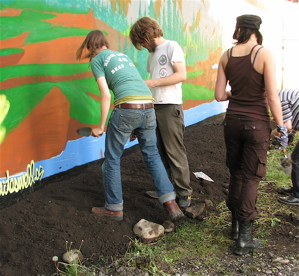
باغبانان چریکی در حال کاشت سبزیجات در فضایی که قبلاً خالی بود در مرکز شهر کلگری، آلبرتا، کانادا

باغبانی چریکی عمل باغبانی - پرورش غذا، گیاهان یا گل‌ها - در زمینی است که باغبانان حق قانونی کشت آن را ندارند، مانند مکان‌های متروکه، مناطقی که از آنها مراقبت نمی‌شود یا املاک خصوصی. این شامل طیف متنوعی از افراد و انگیزه‌ها می‌شود، از باغبانانی که از مرزهای قانونی خود فراتر می‌روند تا باغبانانی با هدف سیاسی که به دنبال ایجاد تغییر با استفاده از باغبانی چریکی به عنوان نوعی اعتراض یا اقدام مستقیم هستند.
این رویه پیامدهایی برای حقوق زمین و اصلاحات ارضی دارد؛ هدف آن ترویج بازنگری در مالکیت زمین به منظور تعیین کاربری جدید یا بازپس‌گیری زمینی است که تصور می‌شود مورد بی‌توجهی یا سوءاستفاده قرار گرفته است.

## تاریخچه
دو نفر از اولین باغبانان چریکی مشهور، باغبانان انگلیسی قرن هفدهم و جانی اپلسید آمریکایی قرن هجدهم بودند.
اولین استفاده ثبت شده از اصطلاح باغبانی چریکی توسط لیز کریستی و گروه چریکی سبز او در سال ۱۹۷۳ در منطقه باوری هوستون نیویورک بود. آنها یک زمین خصوصی متروکه را به باغ تبدیل کردند. این مکان هنوز توسط داوطلبان مراقبت می‌شود، اما اکنون تحت حفاظت اداره پارک‌های شهر قرار دارد.
باغبانی چریکی در بسیاری از نقاط جهان انجام می‌شود - بیش از سی کشور در این زمینه مستندسازی شده‌اند و شواهد آن را می‌توان به صورت آنلاین در گروه‌های متعدد شبکه‌های اجتماعی باغبانی چریکی و در صفحات انجمن GuerrillaGardening.org یافت. اصطلاح گیج‌کننده توسط باغبان استرالیایی، باب کرامبی، به عنوان مترادف باغبانی چریکی استفاده شده است.

## مثال‌ها

### روز جهانی باغبانی چریکی آفتابگردان
از سال ۲۰۰۷، اول ماه مه به عنوان روز جهانی چریک‌های آفتابگردان جشن گرفته می‌شود که در آن چریک‌های باغبان در محله‌های خود گل آفتابگردان می‌کارند.

### استرالیا
باغبانی چریکی در ملبورن، جایی که بیشتر حومه‌های شمالی دارای باغ‌های سبزیجات اجتماعی هستند، برجسته است؛ زمین‌های مجاور خطوط راه‌آهن، از جمله نوارهای طبیعت، دستخوش بازسازی پوشش گیاهی بومی شده‌اند. چند اختلاف جزئی بین باغبانان چریکی در ملبورن وجود دارد که بیشتر آنها در یکی از دو گروه قرار می‌گیرند: آنهایی که بیشتر نگران کاشت بومی هستند و آنهایی که بیشتر نگران کشت غذای جمعی هستند. با این حال، افرادی با نظرات متفاوت هنوز هم بدون اختلاف با هم کار می‌کنند.
«رشد رو به جلو» کوریلپا، جمعی از مردم در بریزبن است که فضاهای بلااستفاده را برای باغبانی چریکی احیا می‌کنند.
در ملبورن، یک گروه «باغبانی چریکی نارم» وجود دارد که در سال ۲۰۲۳ تأسیس شده و یک باغ اجتماعی بزرگ در کوبورگ به نام «ریشه‌های مشترک» ایجاد کرده است. هدف آنها کمک به گسترش ایده بومی‌سازی غذا و «بازپس‌گیری منابع مشترک» در بسیاری از جوامع دیگر است. باغبانی چریکی نارم تا حد زیادی از کتاب «رشد رو به جلو» کوریلپا الهام گرفته شده است.
گروه‌های اجتماعی کوچکی در سراسر استرالیا به نام «پرمابلیتز» وجود دارند که مرتباً برای طراحی و ساخت باغ‌های سبزیجات حومه شهر به صورت رایگان گرد هم می‌آیند، در تلاش برای آموزش ساکنان در مورد چگونگی پرورش غذای خود و آماده‌سازی بهتر آنها در صورت/زمانی که قیمت مواد غذایی خیلی گران می‌شود.
برنامه «باغبانان چریکی» از شبکه ۱۰ استرالیا، تیمی از باغبان‌ها را به تصویر کشید که بدون اطلاع شهروندان، در مناطقی از املاک متعلق به شورا، تصرفاتی انجام می‌دهند.

### کانادا

#### آربوتوس گرینوی، ونکوور، بریتیش کلمبیا
در سال ۱۹۰۲، کریدور آربوتوس یک خط آهن بود که توسط راه‌آهن کانادا پسیفیک (CPR) توسعه داده شد و بندر ونکوور را به دهکده ماهیگیری استیوستون در بازوی جنوبی رودخانه فریزر متصل می‌کرد. در سال ۱۹۰۵، شرکت برق (BCEC) این خط را اجاره و برق‌رسانی کرد تا خدمات ریلی مسافربری بین شهری بین ونکوور و ریچموند را راه‌اندازی کند. خدمات مسافربری BCEC در سال ۱۹۵۲ متوقف شد، اما عملیات باربری CPR تا سال ۲۰۰۱ به‌طور نامنظم ادامه یافت.
با پایان عملیات راه‌آهن، CPR می‌خواست این کریدور ۱۷ هکتاری را برای اهداف مسکونی و تجاری بازسازی کند، اما شهرداری ونکوور که می‌خواست این منطقه را برای فضای سبز و (به‌طور بالقوه) یک خط حمل‌ونقل ریلی سبک در آینده خریداری کند، مانع این کار شد. در سال ۲۰۰۶، دیوان عالی کانادا اختیار منطقه‌بندی شهر را برای ممنوعیت توسعه CPR تأیید کرد، اما تکلیف نهایی این منطقه تا سال ۲۰۱۶ مشخص نشد، زمانی که شهر ونکوور زمین را از CPR به قیمت ۵۵ میلیون دلار خریداری کرد.
در این فاصله، صاحبان خانه‌های مجاور خط آهن بلااستفاده و گروه‌های اجتماعی محلی، باغ‌ها و زمین‌های متعددی را در مسیر نهم ساخته و نگهداری کرده بودند. کیلومتر مسیر. خانه‌های مجاور این راهرو بزرگ هستند و از گران‌ترین املاک شهر محسوب می‌شوند و فضای سبز به منحصر به فرد بودن این املاک می‌افزاید. در سال ۲۰۱۴، همزمان با طولانی شدن مذاکرات با شهرداری، CPR شروع به تعمیر خط آهن، پاکسازی باغ‌ها و آماده‌سازی برای حرکت قطارها روی خط کرد. این شهر حکمی برای جلوگیری از فعال‌سازی مجدد خط آهن ارائه داد، اما این درخواست در دیوان عالی بریتیش کلمبیا رد شد. در سال ۲۰۱۶، شهرداری تملک زمین را نهایی کرد. شرایط قرارداد خرید پیچیده شامل شرطی بود که بخشی از راهرو باید به استفاده از حمل و نقل ریلی سبک اختصاص یابد.
این به‌طور کامل به درگیری بر سر این منطقه پایان نداده است. از زمان تملک کریدور آربوتوس، این شهر یک مسیر دوچرخه‌سواری و پیاده‌روی ساخته و طرح مسیر سبز آربوتوس را تدوین کرده است، اما صاحبان خانه‌های مجاور برای بازگشت به حالت قبلی تلاش می‌کنند. بسیاری مایلند این منطقه را به صورت وحشی و غیرقابل دسترس رها کنند که این امر باعث می‌شود این منطقه که اکنون عمومی است، به یک فضای سبز اختصاصی برای صاحبان خانه‌های ثروتمند مجاور تبدیل شود. طرح رسمی مسیر سبز آربوتوس، ۹ منطقه را تقسیم کرده است. این مسیر کیلومترها طول دارد و به ۸ منطقه با ویژگی‌های مختلف تقسیم می‌شود که شامل مسیرهای دوچرخه‌سواری و پیاده‌رو، فضاهای عمومی، باغ‌های اجتماعی، میدان‌ها و هنرهای عمومی خواهد بود.

#### پارک چریکی، ولند، انتاریو

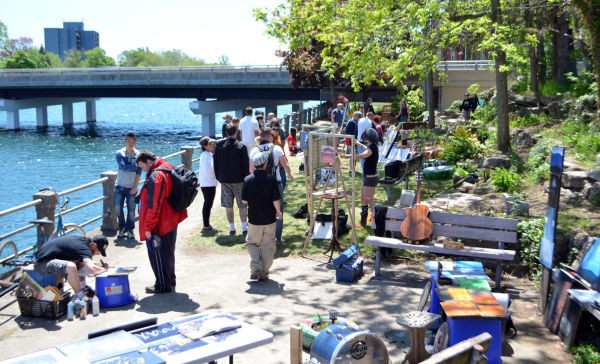
«هنر در پارک» در پارک چریکی در ولند، انتاریو در سال ۲۰۱۵

اگرچه بیشتر مناطقی که تحت باغبانی چریکی قرار می‌گیرند، مناطق بلااستفاده یا متروکه‌ای هستند که برای پارک یا فضای سبز در نظر گرفته نشده‌اند، اما این مورد یک استثنا است زیرا در ابتدا برای چنین هدفی طراحی شده بود. این منطقه کوچک در امتداد آبراه تفریحی ولند، که در ابتدا یک پارکت نگهداری شده در ولند بود، سال‌ها متروکه و مورد بی‌توجهی قرار گرفت. در سال ۲۰۱۳، تعداد انگشت‌شماری از ساکنان محلی، از جمله هنرمندان تجسمی و باغبانان چریکی، با احیای کامل باغچه‌های گلِ بیش از حد رشد کرده، افزودن نقاشی‌های فضای باز و نظارت بر نگهداری عمومی از فضای سبز، این فضا را احیا کردند. اگرچه این منطقه رسماً ملک شهرداری است، اما در ابتدا این سؤال برای داوطلبان مطرح شد که کدام سازمان محلی مسئول نگهداری از این پارکت است (آیا مسئولیت بر عهده شرکت کانال تفریحی ولند است یا اداره پارک‌های شهر ولند). داوطلبان با نمایندگان شهر ولند ملاقات کردند و یک توافق شفاهی غیررسمی حاصل شد که تضمین می‌کرد اگرچه شهر ولند مالک زمین پارکت است، داوطلبان می‌توانند به نگهداری و باغبانی در این منطقه ادامه دهند. در حال حاضر، این منطقه برخی از جوانان محلی هنرمند، موسیقیدان و خلاق را به خود جذب می‌کند. همچنین این مکان محل برگزاری تعدادی از رویدادهای کوچک، سازمان نیافته یا بداهه، مانند نمایشگاه‌های هنری، بوده است.